# Daik
Daik est la principale localité de l'île de Lingga, dans la province des îles Riau en Indonésie.

## Histoire
Daik a été la capitale du sultanat de Lingga pendant près de 100 ans, de 1819 à 1911.